# Данко Руслан Дмитрович
Русла́н Дми́трович Данко́ (1990—2024) — старший лейтенант Збройних сил України, учасник російсько-української війни, що відзначився у ході російського вторгнення в Україну. Герой України (посмертно).

## Життєпис
Народився 5 липня 1990 в с. Смодна Косівського району Івано-Франківської області. Навчався у косівській школі № 2, яку закінчив у 2007 році. З дитинства займався боротьбою греко-римського стилю, кандидат у майстри спорту. Вищу освіту здобув у Національній академії внутрішніх справ (2012), де також закінчив військову кафедру. Працював у Києві, згодом повернувся до Косова, де З 2019 працював тренером з греко-римської боротьби у Косівській ДЮСШ «Гірське орлятко».
З початком російського вторгнення в Україну вступив до лав 74-го окремого батальйону 102-ї окремої бригади Сил ТрО ЗСУ. Обіймав посади командира взводу вогневої підтримки роти вогневої підтримки, а пізніше — командира розвідувального взводу. За час несення служби мав більше ніж 100 бойових виходів.
23 лютого 2024 року біля с. Малинівка Пологівського району Запорізької області здіснював евакуацію із «сірої» зони тіл загиблих захисників, а також разом із передовою групою ССО завдавав вогневого ураження противнику. Під час прикриття передової штурмової групи подавив російський кулеметний розрахунок і відсік піхоту. Але внаслідок прямого влучання ворожого дрона-камікадзе дістав несумісні з життям поранення.
Поховано в м. Косові. Залишились дружина, син, батьки та сестра. 

## Нагороди
- Звання Герой України з удостоєнням ордена «Золота Зірка» (23 серпня 2024, посмертно) — за особисту мужність і героїзм, виявлені у захисті державного суверенітету та територіальної цілісності України, самовіддане служіння Українському народові[4].